# 屈折計
屈折計（くっせつけい）とは、光速の変化に基づいた物理現象である屈折現象を測る装置の事である。
この現象はスネルの法則によって体系化されている。正確で再現性の高い測定をするにあたって勘案すべき要素は“波長”と“サンプルの温度”に集約される。

## 屈折計の原理
- 臨界角法
- 最少偏角法
- Vブロック法

プリズムとの屈折率差によって簡易に測定できることから、多くは臨界角法の屈折計を指すことが多い。
また、臨界角方式の屈折計の原型がエルンスト・アッベによって完成させられたことから、「アッベ屈折計」と称されることが一般的である。

## 屈折計のタイプ

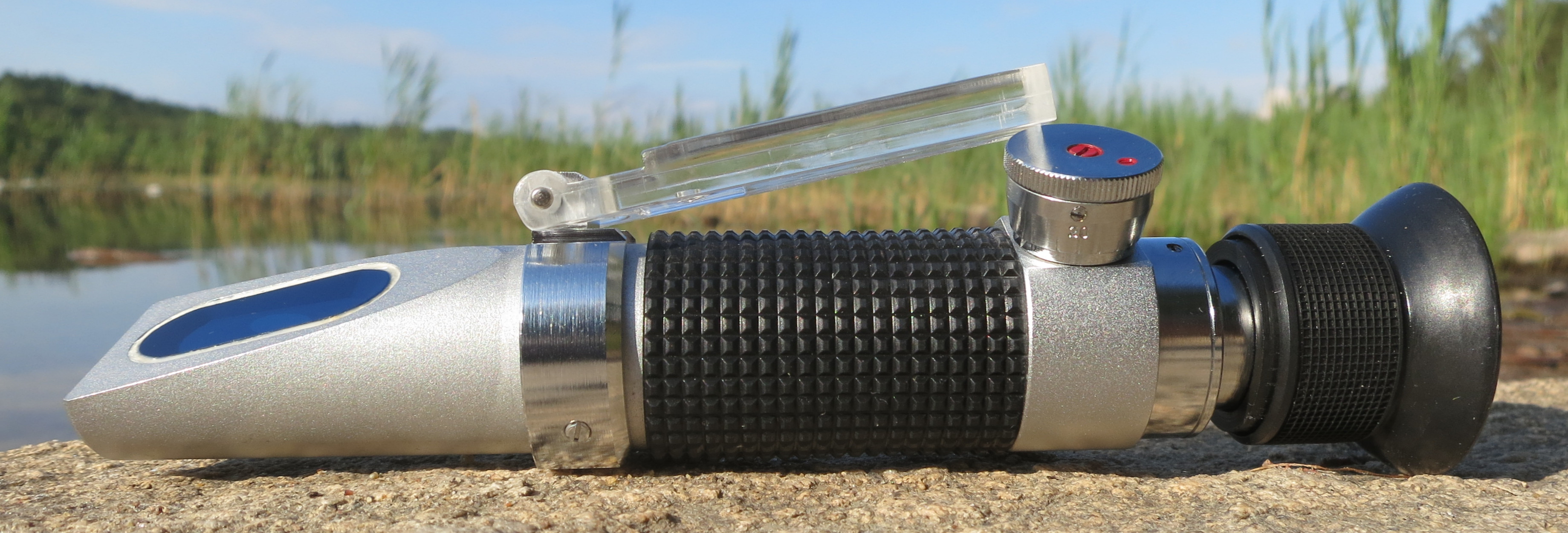
蜂蜜の水分含有量を測定するための携帯型屈折計

臨界角方式の屈折計は構造が簡易なことから、手持ち型、アッベ型、インライン型等用途に応じて様々な機器が実用化されている。

## 自動屈折計
器械に設置されたプリズムと試料との屈折率差によって生じる臨界角を、電子デバイス（CCD）によって検知して測定を行う機器である。電子的に測定値を表示することからデジタル式とも称される。
多くの伝統的な屈折計は自然光を光源として試料を透過した光で測定を行う。一方、自動屈折計は本体内に光源を内蔵し、全反射の臨界角を検知する方法が一般的である。

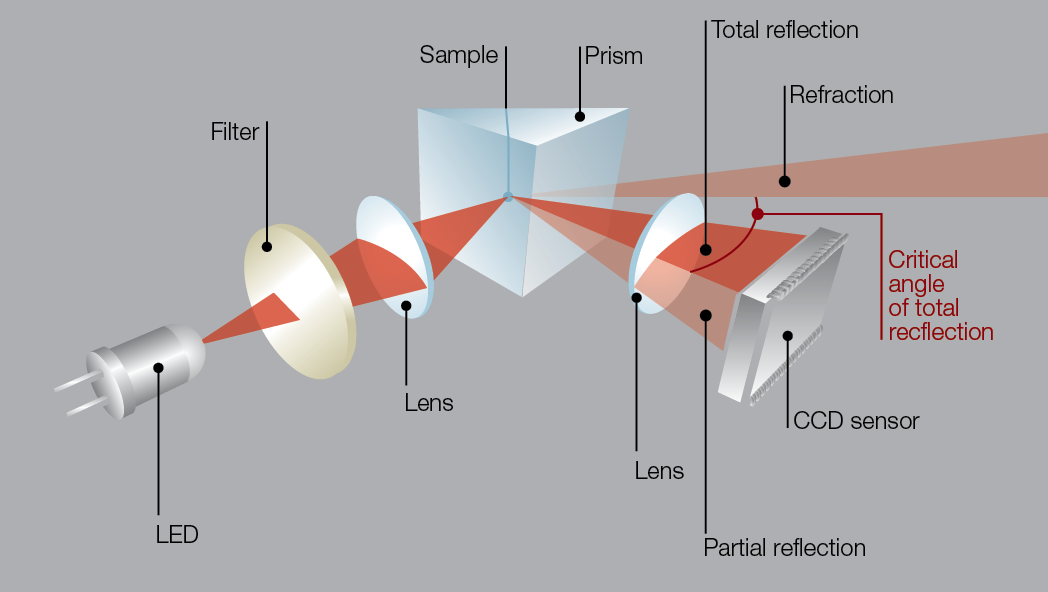
自動屈折計の概要

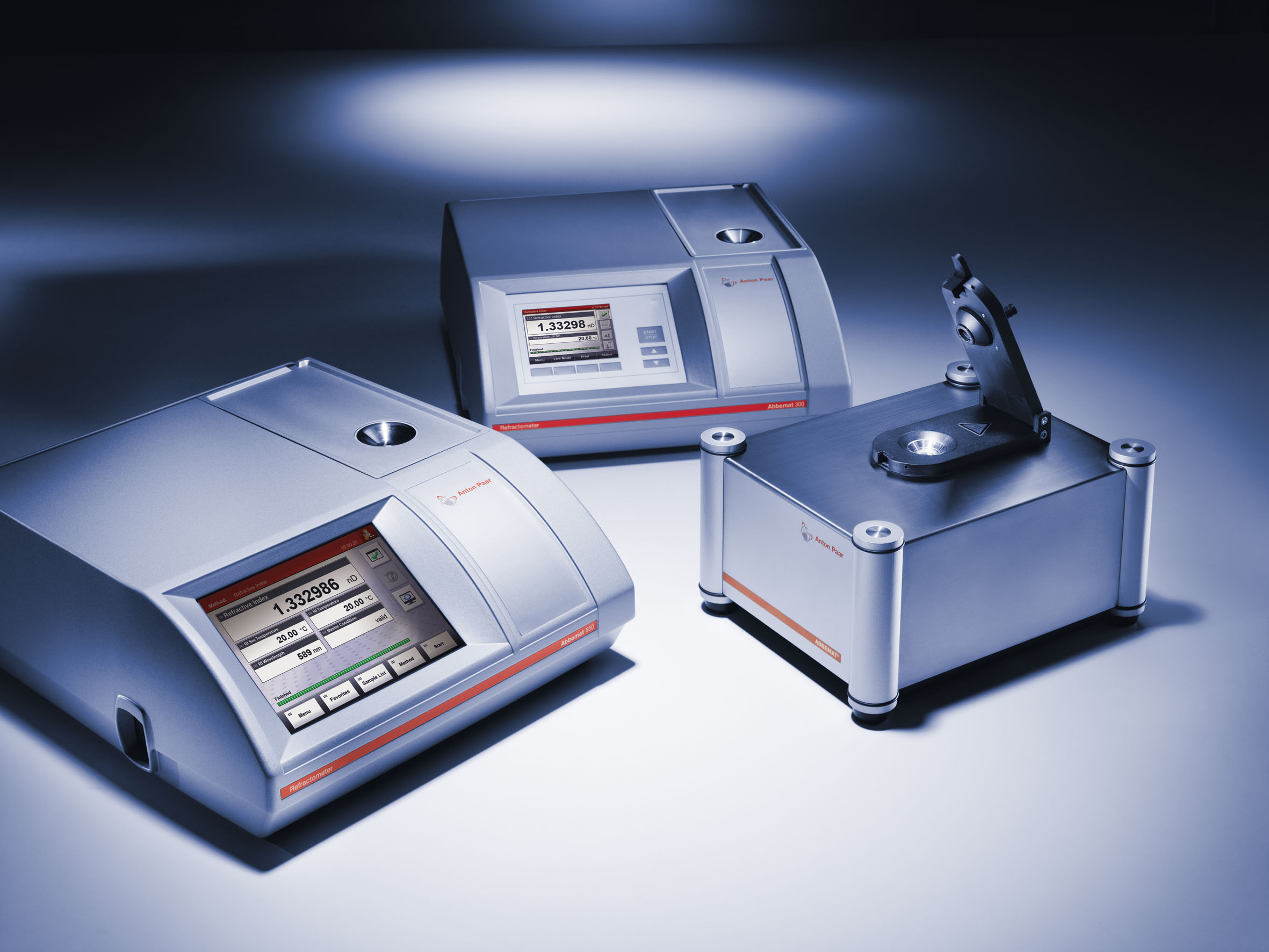
Modern Automatic Refractometers - Source of image: Anton Paar GmbH, www.anton-paar.com

### 自動屈折計の概要
LED光源からの光は、サンプルと接触しているプリズム面に照射される。プリズムとサンプルとのそれぞれ屈折率差によって全反射現象が発生する。センサーに届いた光の強度を測定することによって、全反射の境角を決定する。

## 影響する要素

### 波長の影響
一般的に可視波長域においては、波長が短くなるほど高い屈折率を示すことが知られている。再現の良い測定のためには一定の波長で測定することが求められる。
過去に安定した波長を得ることができたのがナトリウムの炎色反応による輝線であったことから、現在もナトリウムスペクトルのD線を基準とするのが一般的である。
ただし、用いる波長によって屈折率が変わることから、意図的に複数の波長を用いて測定を行うこともある。波長依存による分散値の測定がこの方法によるものである。

### 温度の影響
屈折率の測定において、温度の影響が非常に大きな影響を与える。一般的に高温になるほど低い屈折率を示すことが知られている。
これは温度とサンプル密度の関係に起因するものであるため、再現の良い測定のためには一定の温度で測定することが求められる。
現在はペルチェ素子と高精度温度センサーを用いた電子温度制御技術が一般化したため、自動で安定した測定が可能となった。
また、温度制御技術が測定精度及ぼす影響が大きいため、高精度屈折計の実現には高精度温度制御技術の採用が不可欠である。

## 日本薬局方への対応

### 使用する屈折計について
日本薬局方、屈折率測定法において屈折計の仕様に関する規定が記載されている。
「等方性の物質において、波長、温度及び圧力が一定のとき、その屈折率は物質に固有の定数である。したがって、物質の純度の試験又は均質な2物質の混合物の組成の決定などに用いられる。通例、温度は、20℃、光線はナトリウムスペクトルのD線を用いnD20で表す。」
「屈折率の測定には、通例、アッベ屈折計を用い、医薬品各条に規定する温度の±0.2℃の範囲内で行う、アッベ屈折計では、白色光を用いてnDを直接読むことができ、測定できるnDの範囲は1.3～1.7、精密度は0.0002である。」
アッベ屈折計の原理は「臨界角方式」の屈折率測定器であることから、電子デバイスを用いた「自動屈折計」も分類上は「アッベ屈折計」そのものである。

## 自動屈折計の使用について

### 装置の自動化
医薬品製造の品質管理・品質保証用途の測定器は自動化が急速に進んでいる。測定操作への人間の介在によるヒューマンエラーの排除と、より客観的な測定再現性の確保の要望によるものである。
デジタル化・自動化された装置の大部分は従前の測定原理を変更することなく、制御・検出・解析などを自動化するものが大部分である。また、日本薬局方 に「規定の方法以上の真度及び精度がある場合は、その方法を用いることができる。」との記載があり、この記載に照らして判断をすることとなる。

### 屈折計の自動化
伝統的な屈折計は、屈折光の臨界角を目測して測定値を求める必要があるため、自動屈折計・デジタル屈折計の導入が強く求められている。
現在広く普及している自動屈折計の多くは、ペルチェ素子を用いた高精度温度制御機能を有している。ただし、光源については内蔵光源からの光線を試料に直接照射し、全反射光をそのまま検知する構造から、搭載している光源の波長の精密度が測定値に大きく影響を与える。
自動屈折計を薬局方規定の測定に用いる際には、搭載されている光源に適切な干渉フィルターを搭載する等、「波長の精密度の確保」に考慮された装置を選定することが重要である。